# Chimarra geranoides
Chimarra geranoides is een schietmot uit de familie Philopotamidae. De soort komt voor in het Neotropisch gebied.